# Lalbagh
Lalbagh Fort (znana również jako Twierdza Aurangabad) – niedokończona warownia z czasów mogołów nad rzeką Buriganga w południowo-wschodniej części Dhaka w Bangladeszu.
Prace rozpoczęto w 1678 roku za czasów księcia Muhammada Azam, podczas jego rządów wiceregenta w Bengalu. Jego ojciec Wielki Mogoł Aurangzeb powołał Subadar Shaista Khan na swojego następcę. Ten z kolei nie kontynuował prac nad warownią, z tego też powodu nigdy nie została ukończona. Do twierdzy należy dwupiętrowa sala konferencyjna (łącznie z hammamem), mauzoleum, meczet i rezerwuar wodny. Twierdza otoczona jest murem o szerokości 1,3 m i posiada trzy bramy wejściowe. Centralnie położone mauzoleum – Bibi Pari, poświęcone jest ulubionej córce Subadar Shaista Khana i zostało ukończone dopiero w 1688 roku.